# Молотов (група)
Вижте пояснителната страница за други значения на Молотов.
Молотов (на испански: Molotov) е мексиканска рап-рок група от Мексико сити, създадена през 1995 година, чиито текстове са смесица от анлглийски и испански език. Текстовете им често са върху политически теми, свързани с Мексико и емиграцията в САЩ. Четирикратни носители са на Латиноамерикански Грами.

## Дискография
- ¿Dónde Jugarán las Niñas? (1997)
- Molomix (1998)
- Apocalypshit (1999)
- Dance and Dense Denso (2003)
- Con Todo Respeto (2004)
- Con Todo Respeto (Unlimited Edition) (2005)
- Eternamiente (2007)
- Desde Rusia con Amor (2012)